# Fledermauskasten

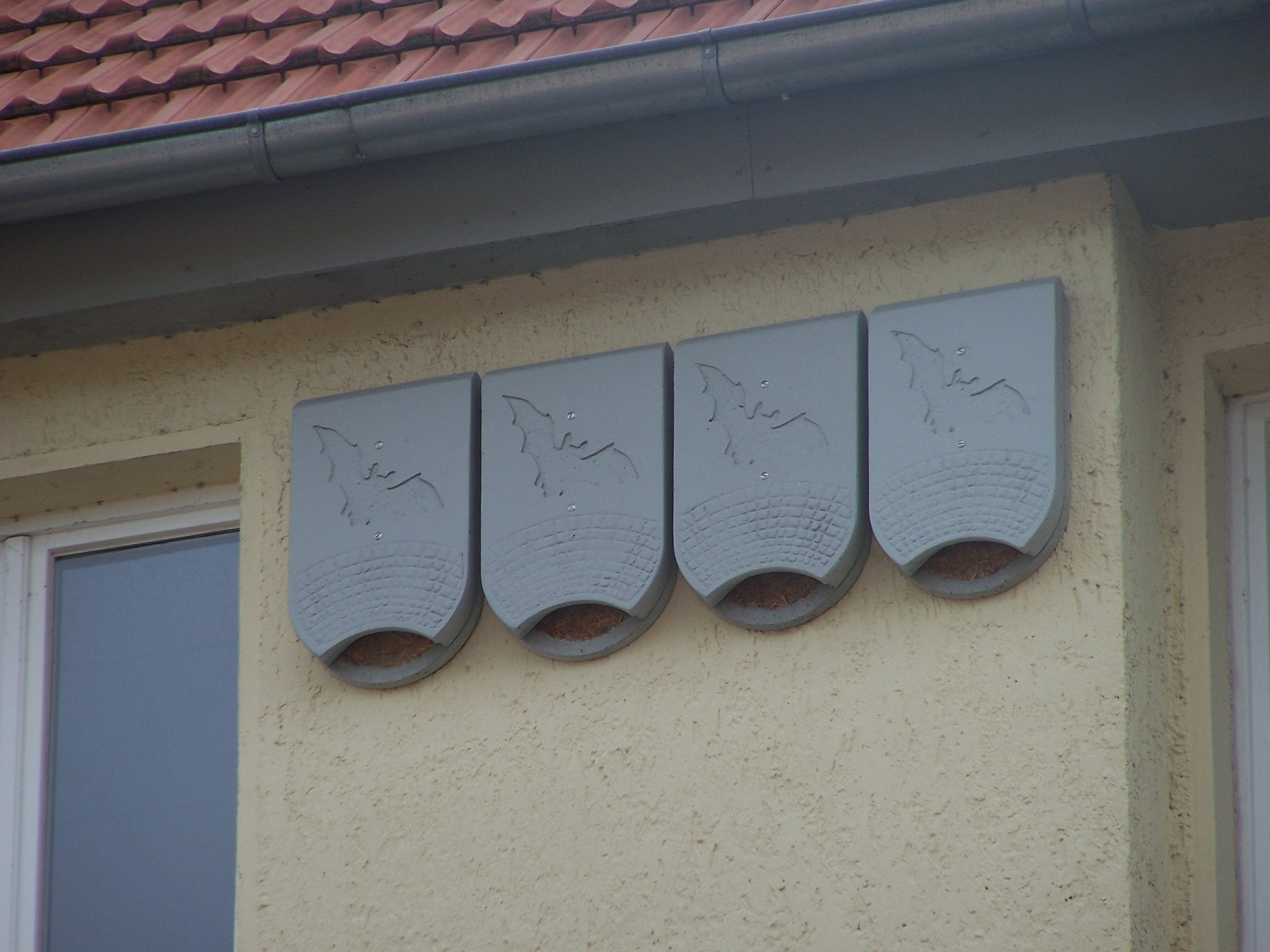
Flachkästen aus Holzbeton für Gebäudefledermäuse an einer Hausfassade

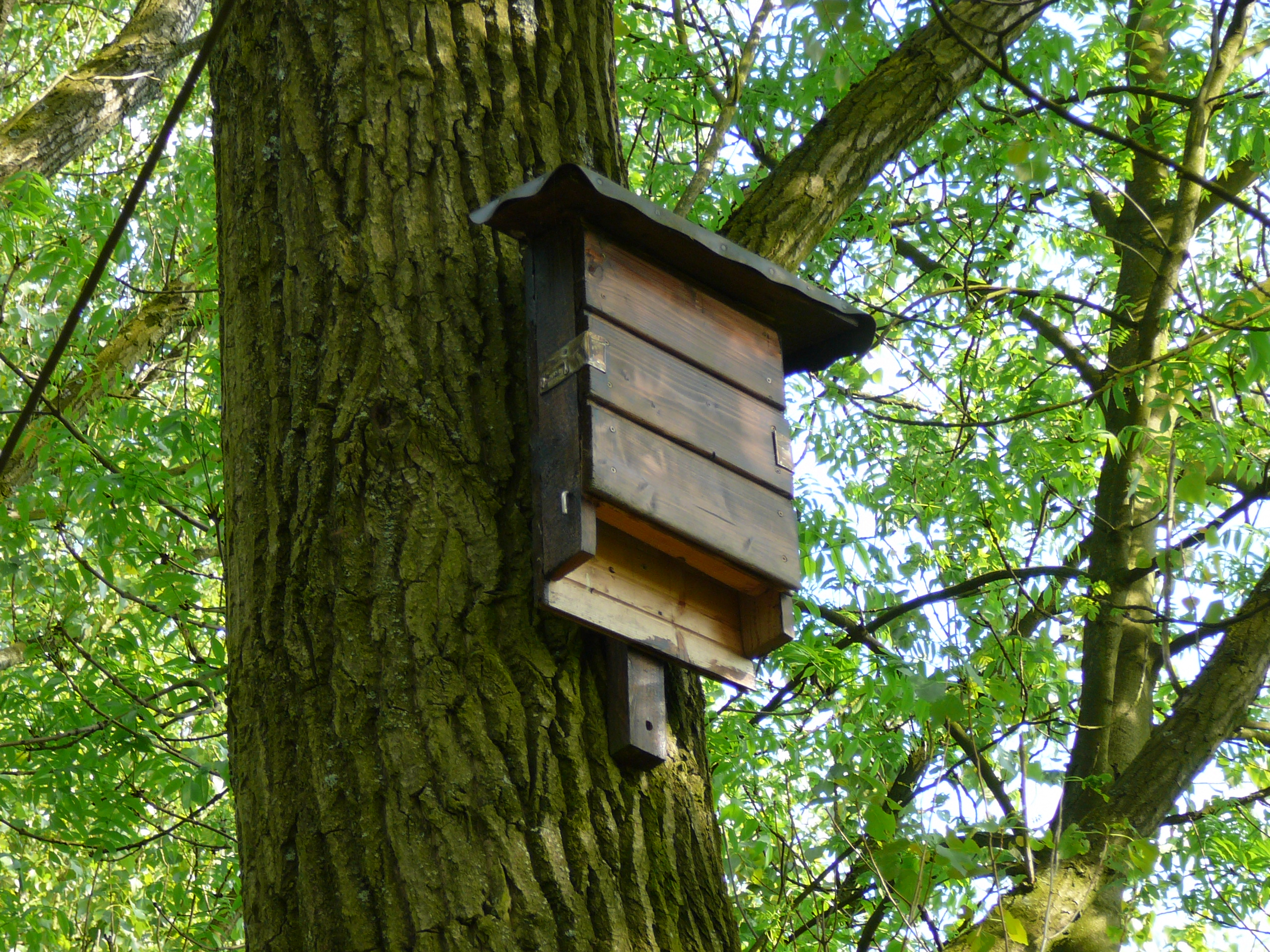
Flachkasten aus Holz für Waldfledermäuse an einem Baum

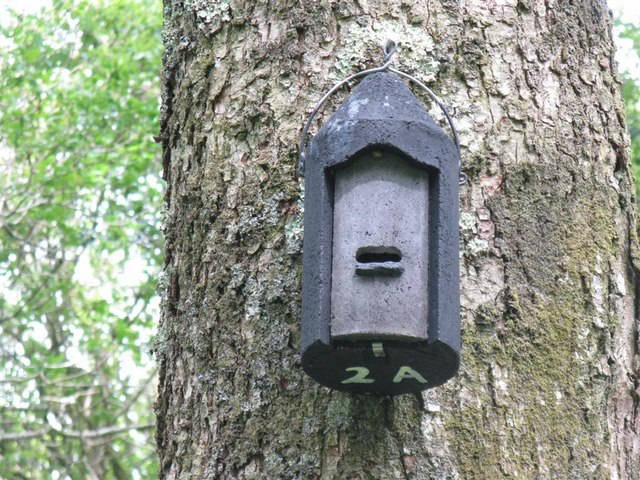
Rundkasten aus Holzbeton für Waldfledermäuse an einem Baum

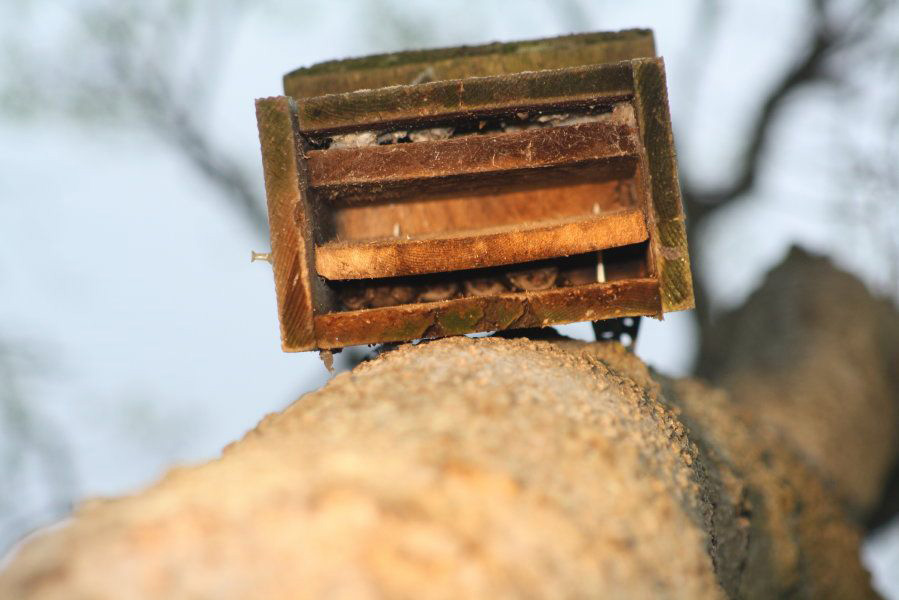
Blick von unten in einen Tiefkasten mit zwei Trennwänden, besiedelt durch die nordamerikanische Indiana-Fledermaus (Myotis sodalis)

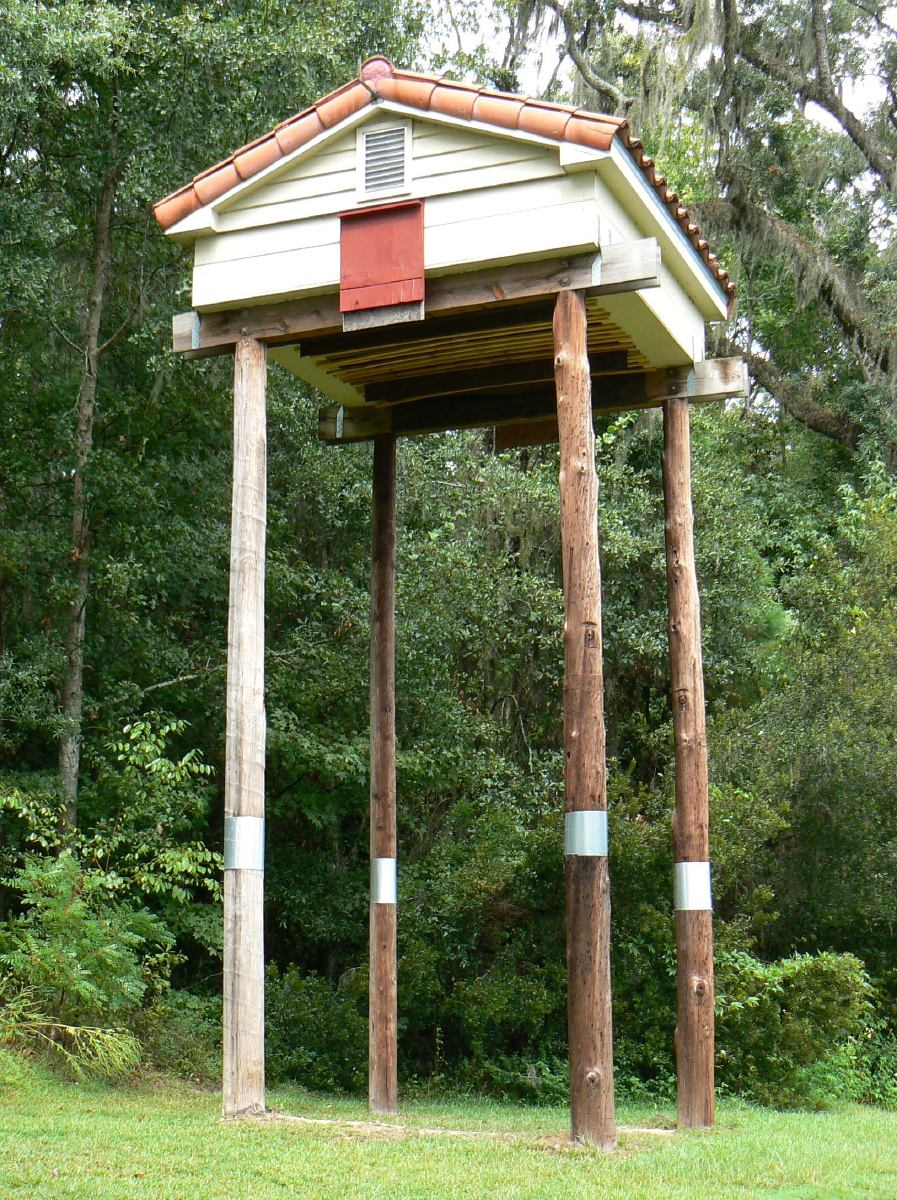
Ein aufgeständerter Großraumkasten für Fledermäuse in Florida, USA

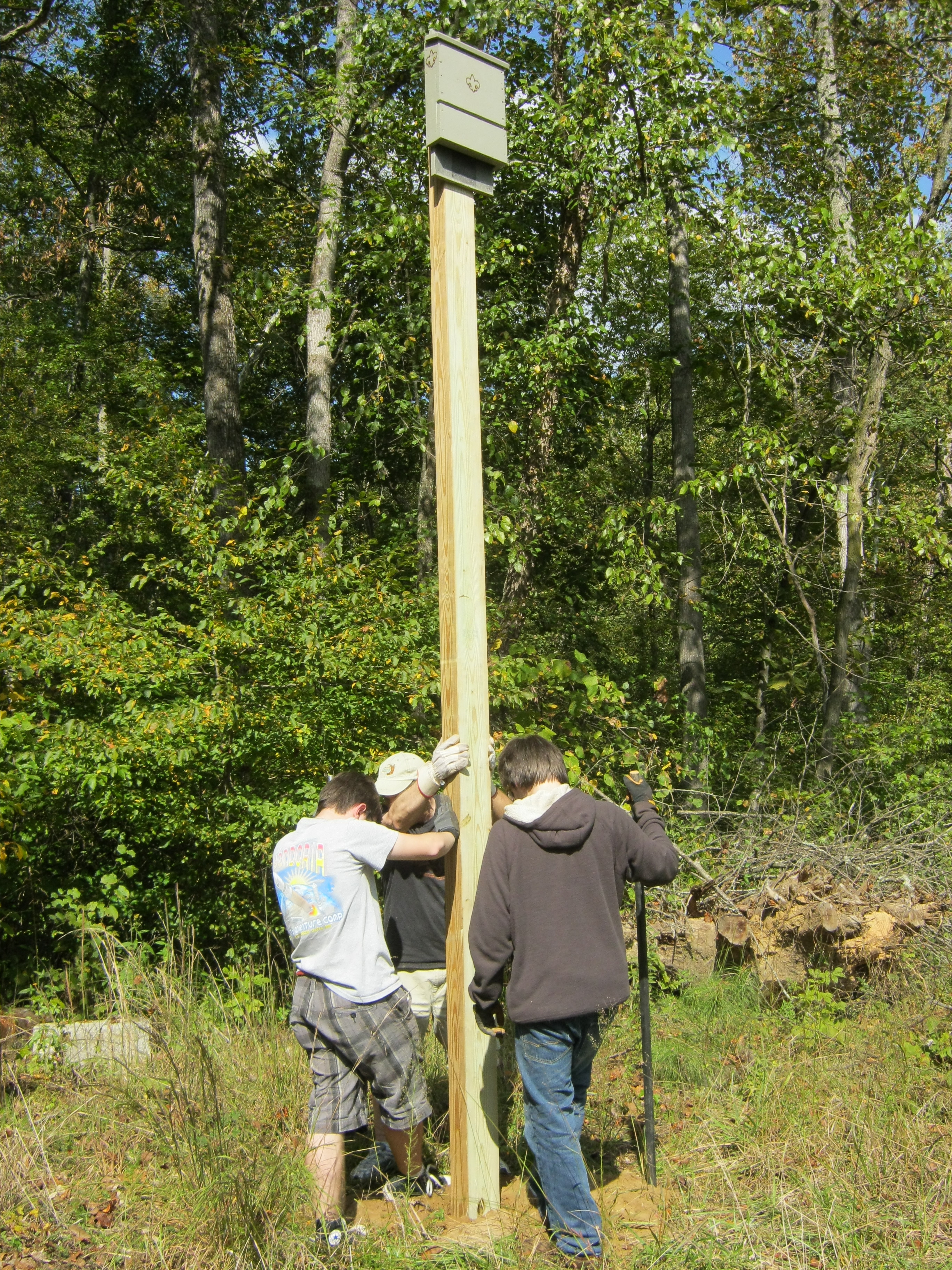
Naturschützer beim Aufstellen eines Flachkastens auf einem Pfosten

Ein Fledermauskasten ist ein künstlich geschaffenes Quartier für Fledermäuse, in dem die nachtaktiven Tiere sich tagsüber aufhalten und schlafen, in dem sie ihre Jungen zur Welt bringen und aufziehen oder in dem sie sich paaren oder Winterschlaf halten. Die Bauweise und der Standort der Kästen unterscheiden sich erheblich, je nachdem, auf welche Fledermausarten und welche Verwendung die Kästen ausgerichtet sind.

## Geschichte
Anders als Nistkästen für die in der Bevölkerung beliebten Singvögel, die schon sehr viel länger bekannt sind, verbreiteten sich Fledermauskästen erst in der zweiten Hälfte und insbesondere zum Ende des 20. Jahrhunderts. Dies ist wohl darauf zurückzuführen, dass Fledermäuse in der Vergangenheit von vielen Menschen mit Vorbehalten betrachtet wurden. So blieb der Fledermausschutz für lange Zeit das Interessensgebiet von nur wenigen, spezialisierten Naturschützern, und somit blieben auch Fledermauskästen, obwohl erste Ideen bereits im 19. Jahrhundert entstanden, der breiten Bevölkerung weithin unbekannt. Erst im Zuge der erstarkenden Natur- und Umweltschutzbewegung wurden Fledermäuse von immer mehr Menschen als liebens- und schützenswerte Artengruppe erkannt und somit auch Fledermauskästen populär.
Prägend bei der Gestaltung von Fledermauskästen ab Mitte des 20. Jahrhunderts waren u. a.:
- Brigitte und Wilhelm „Willi“ Issel, Forscher-Ehepaar, Zoologen der Arbeitsgemeinschaft für Fledermausforschung in Bayern
- Bodo Stratmann, Lehrer und Naturschützer aus Sachsen-Anhalt (zur betreffenden Zeit Teil der DDR)[3]
- Alfred Nagel,[4] Fledermausexperte; ein „Spaltenkasten nach Dr. Nagel“ wird u. a. vom Landesbund für Vogel- und Naturschutz in Bayern (LBV) angeboten[5]

Diese Pioniere entwickelten eine Reihe von Konstruktionsprinzipien und Typbezeichnungen für Kästen, die bis heute für den Eigenbau bewährt sind und auch von verschiedenen kommerziellen Herstellern (Schwegler, Strobel u. a.) fertig zum Kauf angeboten werden.

## Anforderungen an Gestaltung und Standort

### Anforderungen nach Lebensraum der Zielgruppe
Die in Europa vorkommenden Fledermausarten werden entsprechend ihrem Sommerquartier grob in zwei Gruppen, die „Wald-“ und die „Gebäudefledermäuse“, unterteilt. Für beide Gruppen wird der „Wohnraum“ durch das Vorgehen des Menschen in neuerer Zeit zunehmend knapp. Mit künstlich geschaffenen Quartieren versuchen engagierte Menschen, dieser Knappheit entgegenzuwirken:

#### Kästen für Waldfledermäuse
Waldfledermäuse leben vorwiegend in der Natur außerhalb menschlicher Siedlungen, wo sie entweder verlassene Spechthöhlen in lebenden Bäumen oder Hohlräume in morschen Bäume oder schmale Spalte hinter der sich ablösenden Rinde von toten Bäumen bewohnen. Durch die moderne Forstwirtschaft ist der Bestand an Alt- und Totholz in Wäldern aber stark zurückgegangen. Hierdurch gibt es einerseits weniger Hohlräume und Spalten in morschen Bäumen und andererseits wird die Nahrungsgrundlage der Spechte und somit die Anzahl der Spechte und der zur Verfügung stehenden Spechthöhlen reduziert.
Kästen für Waldfledermäuse imitieren dementsprechend entweder als Rund- oder Tiefkasten die Form von Specht- oder Fäulnishöhlen im Holz von Bäumen oder als Flachkasten die engen Spalten hinter der abstehenden Rinde eines Baumes (Details siehe unten im Abschnitt Bauweisen) oder durch Windbruch oder Blitzschlag entstandene Spalten.
Kästen für Waldfledermäuse werden üblicherweise in mindestens 3–4 m Höhe an Bäumen, seltener auch an freistehenden Pfählen befestigt. Die Höhe erschwert Raubtieren (insbes. Hauskatzen) den Zugriff zum Kasten und erleichtert außerdem den Fledermäusen den An- und Abflug. Für Letzteres ist es auch hilfreich, wenn der Bereich vor/unterhalb des Kastens frei von Zweigen oder anderen Flughindernissen ist. Wichtig für die Wahl des Standortes ist weiterhin die Nähe zu den Jagdgebieten der Fledermäuse mit einem reichhaltigen Nahrungsangebot an Insekten. Diese finden sich insbesondere in naturnahen Wäldern und in der Nähe von Feuchtgebieten.

#### Kästen für Gebäudefledermäuse

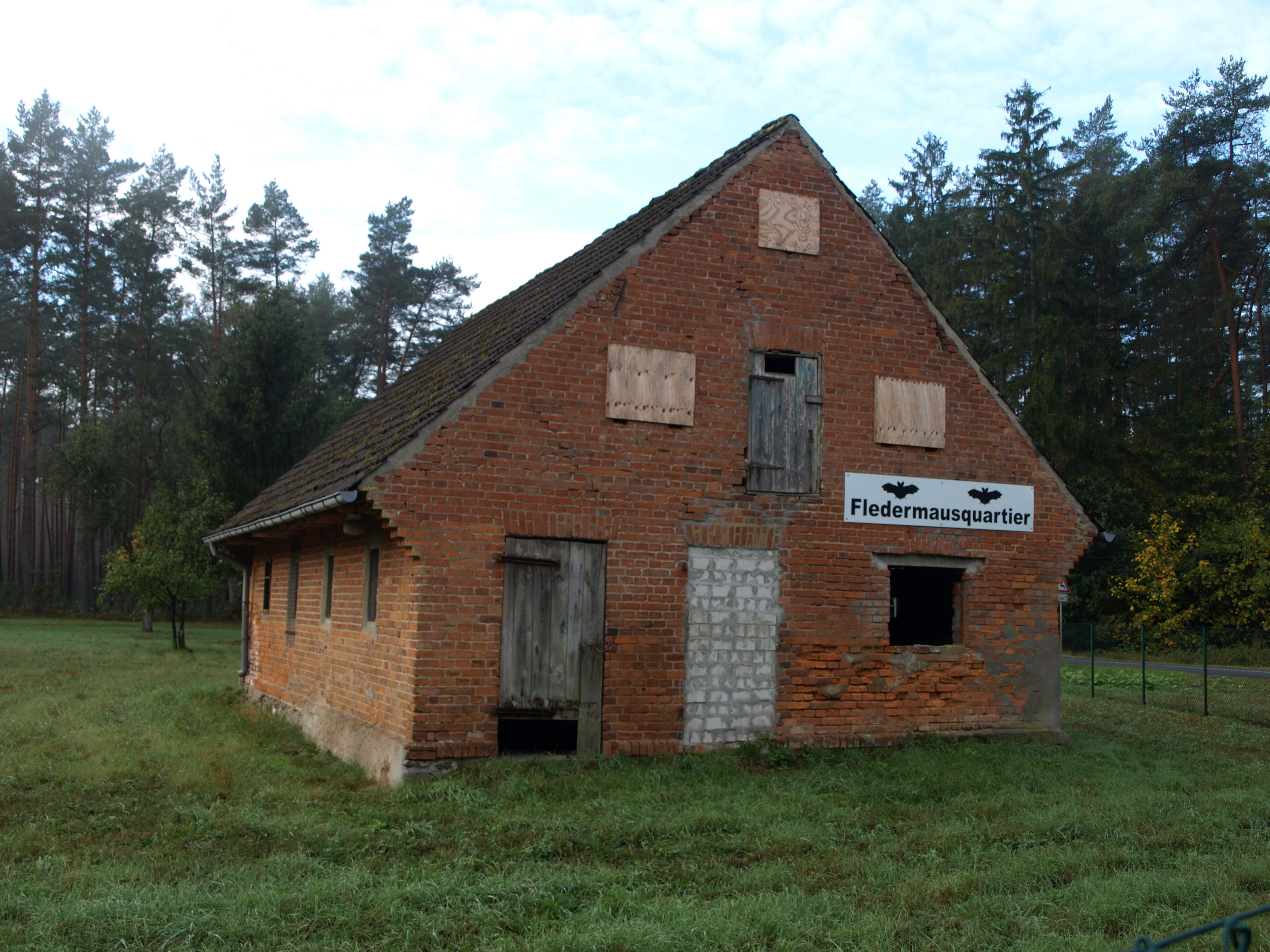
Gebäude für Fledermäuse

Gebäudefledermäuse (auch Hausfledermäuse genannt) stammen zwar ursprünglich ebenfalls aus der Natur, bewohnen aber als Kulturfolger heute insbesondere auch menschliche Gebäude, wo sie in Ritzen und Spalten in der Fassaden- oder Dachverkleidung oder auch im Gebälk von offenen Dachböden Unterschlupf finden. Die heute übliche Bauweise von Neubauten und auch die zunehmende energetische Sanierung von älteren Gebäuden zielt aber darauf ab, die Gebäudehülle möglichst lückenlos gegen Zugluft und Wärmeverluste abzudichten. Hierdurch finden die Gebäudefledermäuse immer weniger Spalten in Fassaden und Dächern, und auch offene Dachböden werden immer seltener.
Bei Kästen für Gebäudefledermäuse handelt es sich meist um Flach- oder Tiefkästen (siehe unten) oder Großraumkästen:
Die Flachkästen, für spaltenbewohnende Arten, werden außen an der Gebäudehülle angebracht. Um den An- und Abflug zu erleichtern, sollte der Kasten möglichst hoch (mindestens 4 m) aufgehängt werden und der Raum unterhalb des Kastens sollte frei von Flughindernissen sein. Je nach Bestimmung des Quartiers (siehe unten) eignet sich bevorzugt ein warmer, sonniger bis halbschattiger, möglichst wind- und regengeschützter Standort auf der Süd- oder Ostseite des Hauses.
Großraumkästen, für Arten, die offene Dachböden bewohnen, werden aufgeständert oder an bzw. in hohen Bauwerken (z. B. Brücken oder Türmen) aufgehängt. Auch hier ist ein warmer Standort mit möglichst gutem Wetterschutz und ein möglichst freier An- und Abflugbereich vorteilhaft.

### Anforderungen nach Platzbedarf der Zielgruppe
Die Körpergröße (ohne Flügel) der verschiedenen Fledermausarten in Mitteleuropa variiert von Daumen- (z. B. Zwergfledermaus) bis Handtellergröße (z. B. Großer Abendsegler). Zudem variiert die Anzahl der Tiere, die gemeinsam in einer Kolonie im Schlafverband leben, stark von Art zu Art und innerhalb einer Art auch noch nach der Bestimmung des Quartiers (siehe unten). Es gibt Arten, bei denen die Tiere gern einzeln hängen und andere Arten, bei denen – insbesondere in der Wochenstube (siehe unten) – Dutzende oder gar Hunderte von Tieren im engen Körperkontakt in Trauben dicht gedrängt zusammen hängen. Es gibt Arten, die gern in engen Spalten mit direktem Rücken- oder Bauchkontakt zur Wand hängen, und es gibt andere Arten, die mehr Platz benötigen, weil sie gern frei hängen.
Entsprechend der breiten Variation an Körper-/Gruppengrößen und Freiraumbedarf gibt es nicht eine Baugröße und -form für Fledermauskästen, die den Vorlieben aller Arten gerecht wird. Mit einigen konstruktiven Tricks (siehe unten) kann man das Spektrum an Arten zwar etwas erweitern, aber dennoch ist die Zielgruppe grundsätzlich begrenzt.

### Anforderungen nach Bestimmung des Quartiers
Für Fledermauskästen gelten unterschiedliche Anforderungen, je nachdem, für welchen Typ von Quartier der Kasten bestimmt ist:
WinterquartierDas Quartier, in dem Fledermäuse überwintern, muss ruhig gelegen sein, muss eine hohe Luftfeuchtigkeit aufweisen und muss frostfrei sein, darf aber auch nicht zu warm sein, um die Winterruhe zu gewährleisten. Diese komplexen Anforderungen erfüllen in der Regel nur natürliche oder künstliche Hohlräume unter der Erde oder in dickwandigen Bäumen oder in massiven Bauwerken. Nur spezielle Winterschlafkästen mit besonders dicken Wandungen kommen in Frage; „normale“ Fledermauskästen sind hingegen kaum geeignet und werden daher selten zur Überwinterung genutzt. Dies ermöglicht die Kontrolle und Instandhaltung (siehe unten) der Kästen in den Wintermonaten, ohne die Fledermäuse zu stören.
WochenstubenquartierFür die Wochenstube, in der die weiblichen Tiere ab dem späten Frühjahr bis in den Sommer ihre Jungen zur Welt bringen und aufziehen, ist ein besonders warmer und wettergeschützter Standort wichtig, da die Neugeborenen sehr empfindlich auf Kälte und Zugluft reagieren. Da die Weibchen in der Wochenstube normalerweise in Gruppen von mindestens 20 bzw. je nach Art auch wesentlich mehr Tieren zusammenleben, muss der Kasten groß genug sein, um einer entsprechend großen Kolonie Platz zu bieten.
SommerquartierIm Sommerquartier leben die Männchen ab dem Verlassen des Winterquartiers im Frühjahr, die Weibchen und ihre Jungen ab dem Verlassen der Wochenstube. Das Sommerquartier wird bis in den Herbst bewohnt; einige Arten suchen vor dem Flug ins Winterquartier noch besondere Paarungsquartiere auf. Für das Sommerquartier ist ein halbschattiger Standort (z. B. unter einem Dachüberstand) zu bevorzugen, da sich Kästen in der prallen Sonne des Hochsommers so sehr aufheizen können, dass dies für einige Arten nachteilig wäre.
PaarungsquartierBei vielen Fledermausarten findet die Paarung ab dem Herbst entweder noch im Sommer- oder schon im Winterquartier statt, d. h., es werden keine speziellen Kästen als Paarungsquartier benötigt. Bei einigen Arten (z. B. Großer Abendsegler) suchen die Männchen hingegen eigene Paarungsquartiere auf, zu denen sie mit Duftmarkierungen und Paarungsrufen paarungsbereite Weibchen locken. Diese Paarungshöhlen besetzen die im Rest des Jahres geselligen Männchen allein und verteidigen sie gegen mögliche Nebenbuhler. Als Paarungshöhle ist prinzipiell ein Kasten geeignet, wie er auch als Sommer- oder Wochenstubenquartier Verwendung findet. Da die Paarungshöhle nur Platz für zwei Exemplare – Männchen und Weibchen – bieten muss, ist ein entsprechend kleiner Kasten ausreichend; so besetzen Arten mit großer Körpergröße auch Kästen, die für eine ganze Kolonie einer kleinen Art dimensioniert sind.

## Bauweisen
Beim Bau eines Fledermauskastens sind hinsichtlich seiner Gestaltung viele Aspekte zu berücksichtigen, die aus den oben aufgeführten Anforderungen für die jeweils geplante Verwendung abgeleitet werden. In der Literatur und im Internet finden sich eine Vielzahl von Bauanleitungen für die verschiedenen Kastentypen (siehe Weblinks).

### Größe und Form

#### Flachkästen

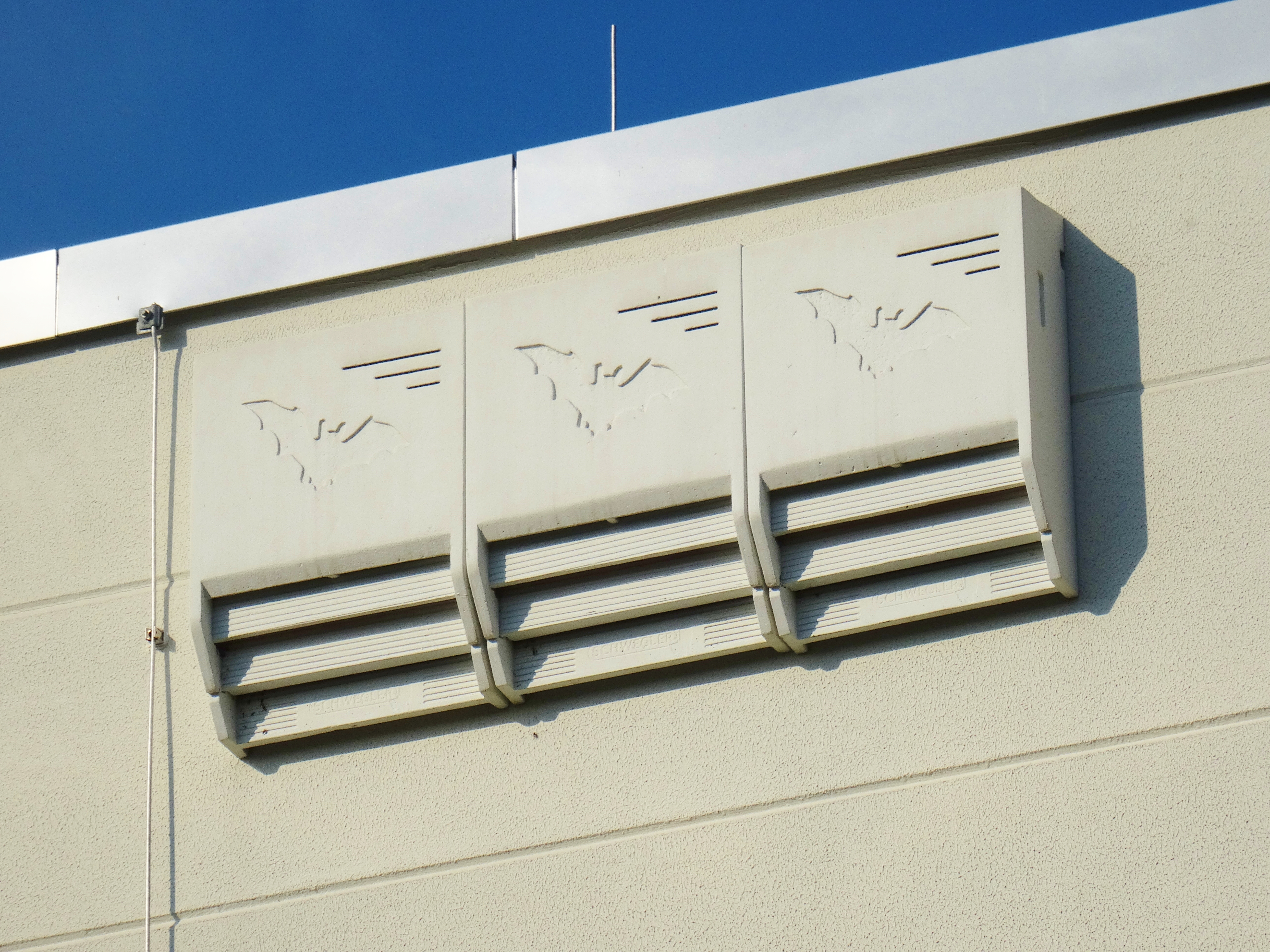
Unterteilter Flachkasten an einer Hausfassade

Flachkästen sind auf die Bedürfnisse von spaltenbewohnenden Fledermäusen ausgerichtet, die den engen Kontakt zu den Wänden bevorzugen. Dies können sowohl Wald- als auch Gebäudefledermäuse sein; dementsprechend können diese Kästen sowohl an Bäumen als auch an Gebäuden aufgehängt werden.
Wenn sich der Innenraum nach oben hin verjüngt, ist der Kasten für Arten verschiedener Größen geeignet. Durch Variation der Breite kann ein Flachkasten auch größere Kolonien aufnehmen und ist so auch als Wochenstube geeignet.
Die schlitzförmige Öffnung ist üblicherweise nach unten gerichtet. Hierdurch kann Kot herausfallen, An- und Abflug werden erleichtert und der Kasten wird weniger oft von Vögeln bezogen.

#### Tief-/Rundkästen
Rundkästen oder auch Tiefkästen (mit rechteckigem Querschnitt) imitieren die Größe und Form von Baum- oder Spechthöhlen.
Viele Rundkästen ähneln Nistkästen für höhlenbrütende Vögel mit dem Unterschied, dass die Vorderwand statt eines runden Loches im oberen Bereich ein längliches Loch oder ein Schlitz im unteren Bereich aufweist. Tatsächlich sind auf dem Markt Modelle erhältlich, die sich durch einen Austausch der Vorderwand je nach Bedarf in einen Vogel- oder einen Fledermauskasten verwandeln lassen.
Manche Tiefkästen sind durch den Einsatz von Zwischenwänden in mehrere kleinere Räume unterteilt. Der Übergang zum Großraumkasten (siehe unten) ist hier fließend.

#### Großraumkästen
Großraumkästen richten sich an große Arten, bei denen sehr viele Tiere zusammen in einer Kolonie leben. Oft ist der Innenraum durch Zwischenwände unterteilt, an denen sich die Tiere festkrallen können.
Die Größe solcher Kästen reicht von größeren Tiefkästen (Grenze fließend) bis hin zu kleinen Hütten (offenen Dachböden oder Höhlen nachempfunden), die entweder auf Stelzen aufgestellt oder an hohen Bauwerken wie Häuser, Türme oder Brücken hängend befestigt werden.

### Materialien und Konstruktion

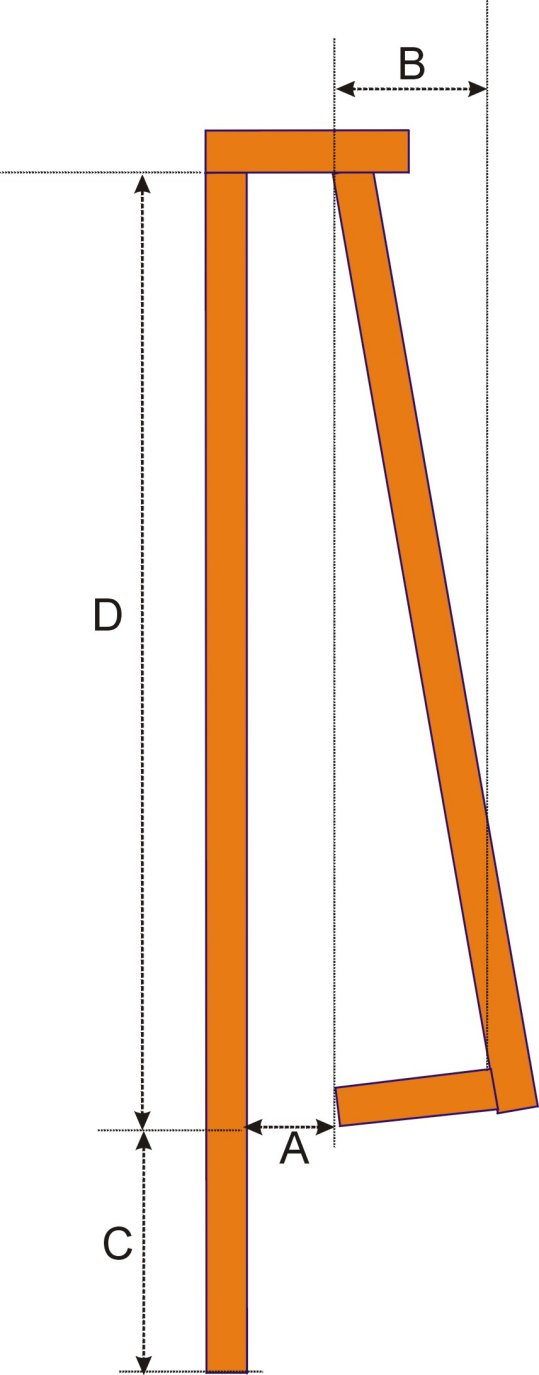
Schnittzeichnung eines typischen Flachkastens

Als Baumaterial für Fledermauskästen sind vor allem natürliche oder naturnahe Materialien wie Holz oder Holzbeton geeignet. Bei Holz empfiehlt sich dringend die Verwendung in naturbelassenem Zustand ohne Behandlung mit Holzschutzmitteln, da die Tiere sehr empfindlich schon auf kleinste Rückstände der Chemikalien reagieren. Die geringere Lebensdauer des unbehandelten Holzes sollte dafür billigend in Kauf genommen werden.
Wichtig ist eine gute Abdichtung des Kastens gegen Zugluft und eindringendes Regenwasser. Vorsicht ist vor der Verarbeitung von Dachpappe („Teerpappe“) geboten: Es ist sicherzustellen, dass die Tiere, wenn die Pappe in der Sonne zu heiß und somit weich wird, nicht durch heruntertropfendes Bitumen („Teer“) verklebt werden können.
Idealerweise sollten Fledermauskästen so konstruiert sein, dass der Kot der Tiere nach unten herausfallen kann; dies verringert den Aufwand für die jährliche Reinigung und Kontrolle des Kastens (siehe unten).
Die Rückwand (sowie auch möglicherweise vorhandene Zwischentrennwände) des Kastens sollten, damit sich die Tiere zum Hängen leichter festkrallen können, aus Weichholz ausgeführt sein und/oder die Oberfläche sollte aufgeraut (mindestens sägerau) oder mit Querrillen versehen werden. Ähnliche Hilfen zum Festhalten bei der Landung und zum Hineinklettern in den Kasten sind unterhalb der Zugangsöffnung vorzusehen.
Die Zugangsöffnung zum Kasten sollte so schmal wie möglich gehalten werden, d. h. gerade so groß wie nötig für die Arten, für die der Kasten gedacht ist. Durch einen Spalt von 20 bis 25 Millimetern Breite können die meisten kleinen und mittelgroßen Fledermausarten problemlos in den Kasten; für größere, ebenfalls höhlenbewohnende Tiere (z. B. höhlenbrütende Vögel), für die der Kasten nicht gedacht ist, ist der Zugang hingegen zu schmal. Auch kletternde Raubtiere, etwa Katzen oder Marder, können durch die kleine Öffnung weniger leicht an die Fledermäuse gelangen. Als Nachteil ist abzuwägen, dass mit einer zu kleinen Öffnung auch eigentlich erwünschte, größere Fledermausarten aus dem Kasten „ausgesperrt“ werden.

## Besiedlung
Fledermauskästen werden deutlich weniger häufig durch Fledermäuse angenommen als Vogelnistkästen durch Vögel. Da Fledermäuse bevorzugt ein Quartier in der Nähe ihres Quartiers aus dem Vorjahr aufsuchen, kann es Jahre dauern, bis ein neu aufgehängter Kasten erstmals von Fledermäusen bewohnt wird. Manche Kästen werden nie besiedelt – ohne dass ein Grund dafür klar erkennbar ist.
Viele Arten wechseln innerhalb ihres Reviers häufig das Quartier; so ist es nicht ungewöhnlich, dass ein Kasten, der an einem Tag bewohnt ist, am nächsten Tag leer bleibt – oder umgekehrt. Selbst in der Wochenstubenphase können solche Wechsel vorkommen; die noch nicht flugfähigen Jungtiere werden dabei von ihren Müttern zum neuen Quartier getragen.
Es gibt Hinweise darauf, dass es die Chancen auf Besiedlung erhöht, wenn man vor einem neu aufgehängten Kasten etwas Fledermauskot ausstreut. Dies erklärt sich wohl daraus, dass die Fledermäuse als gesellige Tiere, wenn sie ein neues Quartier suchen, bevorzugt solche Orte wählen, die bereits von anderen Tieren derselben Art bewohnt sind, und offenbar identifizieren die Tiere diese Orte auch anhand der Kotspuren, die unterhalb des Ein- und Ausganges zu finden sind. Aus dem gleichen Grund wirkt es sich positiv aus, wenn man gleich mehrere Kästen desselben Typs nah beieinander aufhängt.

## Kontrolle und Instandhaltung
Manche Holzarten und auch Holzbeton sind zwar gut für die Bedürfnisse der Fledermäuse geeignet, sind aber nicht sehr langlebig und witterungsbeständig. Durch Feuchtigkeit, Frost, Sonneneinstrahlung und auch durch Kot oder Schädlingsbefall können die Kästen beschädigt werden. Die Kästen sollten daher regelmäßig, mindestens jährlich, kontrolliert und gereinigt und ggf. repariert oder sogar ausgetauscht werden. Die Jahreszeit für die Arbeiten ist so zu wählen, dass die Fledermäuse nicht gestört werden, also am besten in den Wintermonaten zwischen November und Februar, wenn die Fledermäuse normalerweise im Winterquartier sind.
Fledermauskästen werden manchmal von höhlenbrütenden Vögeln, staatenbildenden Hautflüglern (z. B. Wespen, Hornissen, Bienen) oder von Kleinsäugern (z. B. Siebenschläfer, Haselmaus, Eichhörnchen) besiedelt, die darin ihre Nester bauen. Solche Nester sind bei der jährlichen Kontrolle zu entfernen. Auch hier ist darauf zu achten, dass das fremde Nest nicht bewohnt ist, denn viele der vorgenannten Tiere stehen ebenso unter Naturschutz wie die Fledermäuse. In Hinblick auf fremde Nester sollten auch selbstreinigende Flachkästen regelmäßig, mindestens jährlich, kontrolliert werden.
Wenn der Kot der Fledermäuse nicht nach unten herausfallen kann, können sich, je nach Größe der Kolonie, binnen weniger Monate oder Wochen erhebliche Mengen an Kot ansammeln. Dieser kann das Material des Kastens angreifen und verringert nach und nach das Innenraumvolumen bis hin zur Unbewohnbarkeit. Insbesondere Kästen, die nicht selbstreinigend sind, müssen daher einmal jährlich kontrolliert, geleert und gereinigt werden. Für die Reinigung reicht normalerweise ein trockenes Ausfegen; auf chemische Reinigungsmittel sollte verzichtet werden.
In seltenen Fällen werden Fledermauskästen durch Schädlinge/Parasiten (Wanzen o. ä.) in so großer Zahl befallen, dass eine gezielte Reinigung erforderlich ist. Es dürfen aber niemals Insektizide eingesetzt werden, da die Fledermäuse hierauf sehr empfindlich reagieren. Stattdessen sollte allenfalls eine schwache Seifenlauge verwendet werden.